# Hängendes Leimkraut
Das Hängende Leimkraut (Silene pendula L.), auch Nickendes Leimkraut genannt, ist eine Pflanzenart aus der Gattung der Leimkräuter (Silene) in der Familie der Nelkengewächse (Caryophyllaceae). Es ist in Italien heimisch, tritt aber weltweit in einigen Gegenden als Neophyt auf. Sie darf aber nicht mit den Nickenden Leimkraut (Silene nutans L.) verwechselt werden.

## Beschreibung

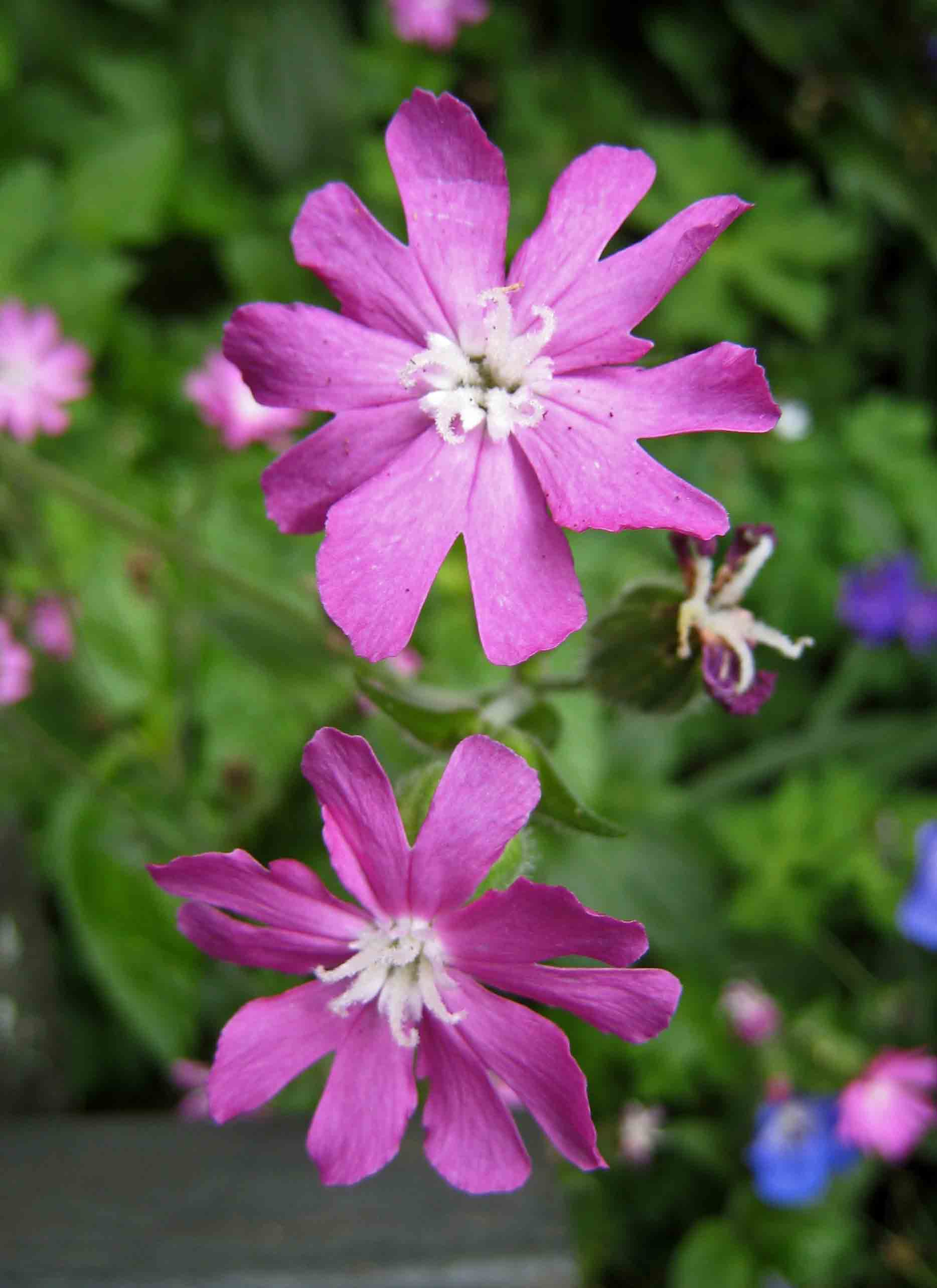
Blüten

### Vegetative Merkmale
Das Hängende Leimkraut wächst als einjährige, krautige Pflanze, die Wuchshöhen von 15 bis 45 Zentimeter erreichen kann. Die ausgebildete Pfahlwurzel ist dünn. Jede Pflanze bildet mehrere kriechende bis aufrechte, verzweigte und beblätterte Stängel aus. Die oft spärlich behaarten Stängel sind im unteren Bereich klebrig.
An jedem Knoten des Stängels stehen zwei gegenständig angeordnete, sitzende Laubblätter. Die einfache Blattspreite ist verkehrt-eiförmig bis spatelförmig und hat ein stumpfes oberes Ende. Die ungestielten Blätter an der Stängelbasis haben bei einer Länge von 2 bis 5 Zentimetern und einer Breite von 0,2 bis 2 Zentimetern eine eiförmige bis lanzettlich geformte Blattspreite mit spitz zulaufendem oberen Ende. Die Blattoberseite ist spärlich behaart, während die Blattunterseite dichter behaart (Indument) ist.

### Generative Merkmale
Die Blütezeit des Hängenden Leimkrautes liegt in Nordamerika im frühen Sommer. Die Blüten stehen einzeln in den Achsen der Tragblätter und in scheintraubenförmigen Gesamtblütenständen zusammen. Die fein mit gestielten Drüsenhaaren (Trichomen) besetzten Blütenstiele sind meist kürzer als der Blütenkelch. Sie stehen bei Anthese aufrecht und sind bei Fruchtreife an der Basis stark gebogen.
Die zwittrigen Blüten sind radiärsymmetrisch und fünfzählig mit doppelter Blütenhülle. Die fünf papierartigen Kelchblätter sind bei einer Länge von 1,3 bis 1,8 Zentimetern verkehrt-eiförmig bis keulenförmig und miteinander verwachsen. Der Kelch weist zehn auffällige, grün oder violett gefärbte Nerven mit blasseren Fasern sowie eine spärliche Behaarung auf. Die fünf Kelchzähne sind bei einer Länge von etwa 2 Millimetern dreieckig mit einem stumpfem oberen Ende. Die fünf hell-rosafarbenen, Kronblätter sind bei einer Länge von 0,7 bis 1,1 Zentimetern verkehrt-dreieckig und in zwei unterschiedliche, eiförmige Lappen mit je zwei Anhängseln geteilt. Die Anhängsel sind kürzer als 1 Millimeter und haben ein spitz zulaufendes oberes Ende. Es sind zwei Kreise mit je fünf Staubblättern sowie drei Narben vorhanden.
Die eiförmig-konischen Kapselfrüchte öffnen sich mit sechs Zähnen. Der Karpophor ist 3 bis 6 Millimeter groß. Die dunkel-braunen Samen sind 1,3 bis 1,5 Millimeter groß und breit-nierenförmig. Auf der Samenoberfläche findet man in Halbkreisen angeordnete, flache Höcker die zu den Rändern hin größer werden.

### Chromosomenzahl
Die Chromosomenzahl beträgt 2n = 24.

## Vorkommen
Das natürliche Verbreitungsgebiet des Hängenden Leimkrautes liegt in Italien, Kroatien, Serbien, Griechenland, der Türkei und Ägypten. Für Sizilien ist die Ursprünglichkeit zweifelhaft. Das Hängende Leimkraut tritt in einigen Gebieten Mittel-, Ost- und Südwesteuropas, Nordamerikas, Südamerikas, Südafrikas und Neuseelands als Neophyt auf. Diese Vorkommen gehen auf Kulturflüchtlinge zurück.
Das Hängende Leimkraut gedeiht in Nordamerika entlang von Wegen in Höhenlagen von 0 bis 2900 Metern.

## Systematik
Die Erstveröffentlichung von Silene pendula erfolgte 1753 durch Carl von Linné in Species Plantarum, Band 1, S. 418–419. Ein Synonym für Silene pendula L. ist Silene cisplatensis Cambess.

## Nutzung
Das Hängende Leimkraut wird als Zierpflanze angepflanzt und gilt als sehr beständig. Manchmal wird sie als Ansaat von Straßenrändern genutzt.